# Kosuke Shirai
Kosuke Shirai (født 1. maj 1994) er en japansk fodboldspiller.
Han har spillet for flere forskellige klubber i sin karriere, herunder Fukushima United FC, Shonan Bellmare, Ehime FC og Hokkaido Consadole Sapporo.